# Euzkadi (periódico)
El Euzkadi fue un periódico español de ideología nacionalista vasca y órgano de expresión oficial del Partido Nacionalista Vasco, editado en Bilbao entre 1913 y 1937. El Euzkadi llegó a ser, junto con el diario El Liberal, uno de los periódicos más importantes de las provincias vascas.

## Historia
Fundado en Bilbao en 1913, se conformará como el órgano oficial del Partido Nacionalista Vasco (PNV). En sus páginas escribieron Lauaxeta, Nicolás Ormaechea, Evaristo Bustinza y otros autores de extracción nacionalista vasca. Continuaría editándose en esta ciudad hasta 1937, fecha en que la ciudad fue conquistada por las fuerzas franquistas y las instalaciones confiscadas por FET y de las JONS. El último número de Euzkadi apareció el 17 de junio de 1937. Tras la incautación de la maquinaria y del local, estas sirvieron de base para la edición del diario franquista Hierro.
El antiguo periódico reaparecería en Barcelona, editado entre noviembre de 1937 y enero de 1939.
En los talleres del Euzkadi también llegó a editarse un diario vespertino, La Tarde, propiedad del PNV.